# Steinel
Steinel GmbH є міжнародною компанією зі штаб-квартирою у Херзеброк-Клархольці, Північний Рейн-Вестфалія, Німеччина.

## Загальні відомості
Steinel GmbH здійснює виробництво на п'яти європейських заводах в області домашньої автоматизації та компонентів для промислового опалення. Компанія стала відома в першу чергу через виробництво вимірювачів напруги, зовнішнього освітлення з датчиками руху, клейових пістолетів і повітряних обігрівачів.

## Історія
У 1957 році Генріх Вольфганг Стайнель, ще бувши студентом на факультеті електротехніки, започаткував виробництво електричних нагрівальних елементів.
По закінченні навчання у 1959 році він повністю присвятив себе своїй невеликій компанії, яка спеціалізувалася на виготовленні нагрівальних елементів для різних типів електрообладнання, такого як сушарки, кава-машини і плити для яєчного виробництва.
Компанія була однією з провідних компаній в галузі розробки та використання кераміки в нагрівальних елементах і швидко розвивалася, через що виникла неохідність перенести головний офіс до Херзеброк-Клархольце у 1978 році.
Успішним кроком для компанії стала розробка вимірювача напруни з двома полюсами,  через великий обсяг продажів цих пристроїв.
З 1980 року компанія також виробляє обладнання для гарячого зклеювання, а в 1983 році, цю область було розширено виробництвом термопістолетів.
1987 рік для Steinel пов'язаний з розвитком виробництва зовнішнього освітлення із сенсорним управлінням .
Інфрачервоні датчики використовуються в продуктах Siemens і повинні були використані спочатку в системі основного бойового танка Leopard 2.
Після подальшого удосконалення, ці датчики Steinel тепер здатні виявляти рух людини, і в 1989 році почалося виробництво сенсорних приладів Steinel, які зараз використовуються в багатьох сферах.
Після возз'єднання Німеччини Steinel придбав колишній завод Robotron у Мьолкау під Лейпцигом, де розпочав виробництво пластмас для власних потреб. Незабаром після цього, було залучено додаткові інвестиції на розвиток виробничіх потужностей в Румунії, Чехії та Швейцарії.

## Сфера роботи

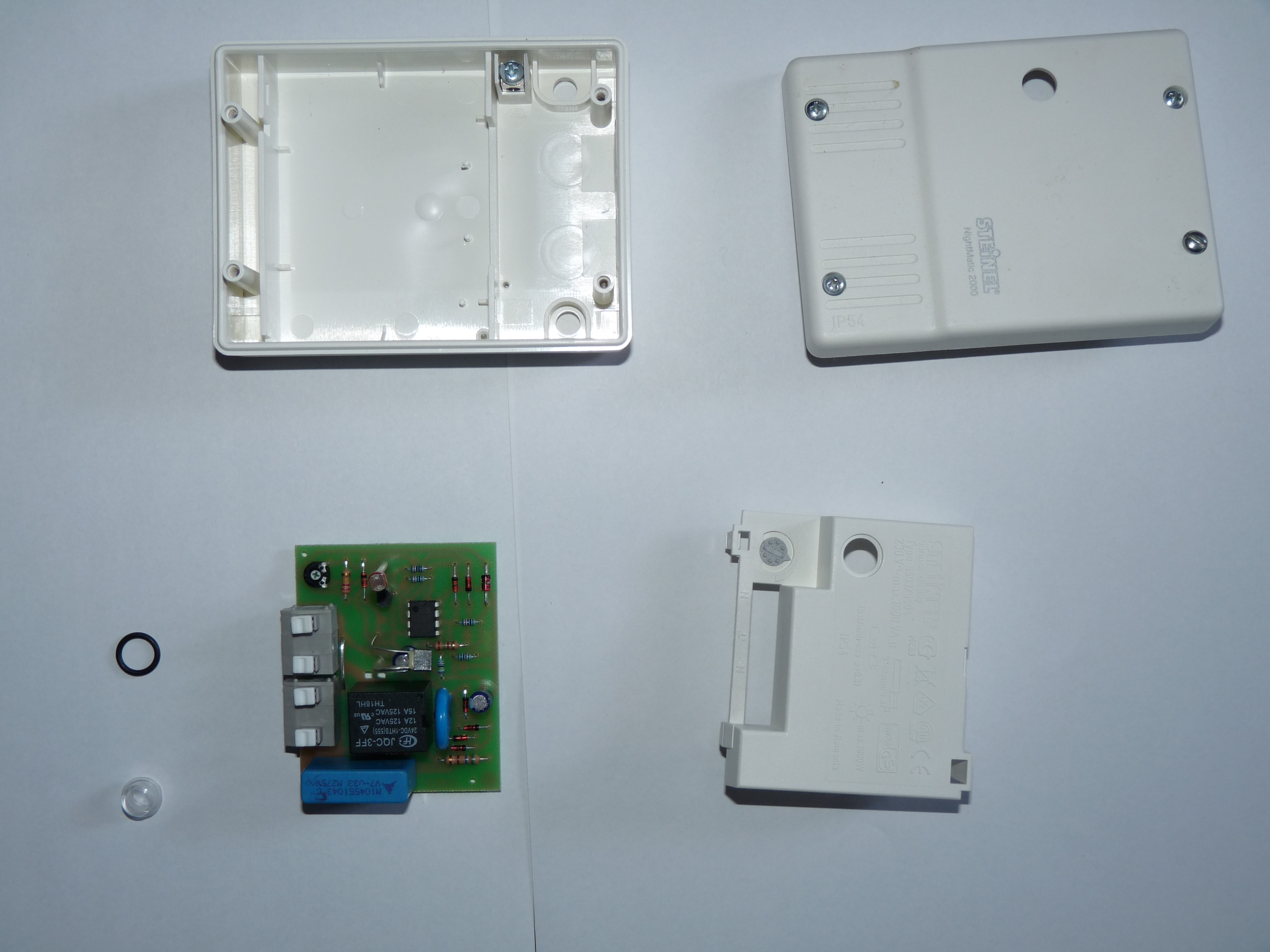
Steinel Nightmatic 2000

Steinel спеціалізується у таких ключових напрямах: 
- інструменти та технології для термообробки;
- вимірювачі напруги;
- високочастотні датчики руху, які використовуються у виробництві чутливих детекторів спостереження для внутрішнього освітлення і систем охоронної сигналізації.